# En présence d'un clown

En présence d'un clown (Larmar och gör sig till) est un téléfilm réalisé par Ingmar Bergman, diffusé le 1er novembre 1997.

## Synopsis
Le film s'ouvre sur une citation de Shakespeare, dans Macbeth : « La vie n'est qu'un fantôme errant, un pauvre comédien qui s'agite et se pavane une heure sur scène et qu'ensuite on n'entend plus » (S'agite et se pavane étant le titre du texte écrit par Bergman en 1993, qui a par la suite été adapté en téléfilm sous le titre En présence d'un clown).
L'histoire se déroule en octobre 1925 ; elle commence dans le département de psychiatrie de l'hôpital d'Uppsala. Le docteur Egerman y soigne un ingénieur, Carl Akerblom (l'oncle Carl de Fanny et Alexandre, et celui d'Ingmar Bergman lui-même, tel qu'il le décrit dans Les Meilleures Intentions), âgé de 54 ans, ingénieur passionné par Franz Schubert (le film s'ouvre sur un plan de lui en train de faire jouer à plusieurs reprises le début du dernier lied du Winterreise, dans lequel le poète demande au joueur de vielle, qui représente la mort, s'il peut le rejoindre pour en finir), et parfois par Swedenborg, Jésus, Mahler et August Strindberg. Mélancolique chronique, inventeur raté (le Bureau royal des brevets lui refuse le brevet de la "cinématocamera", inventée en 1866 par R. W Paul sous le nom de théatographe), Carl est placé dans un dortoir désert pour le calmer, car il est sujet à des crises violentes. On apprend par la suite qu’il est interné pour avoir lancé une chaise au visage de sa fiancée ; il a accepté d'être interné pour éviter 6 ans de travaux forcés. Carl est consulté par son docteur, à qui il demande ce que Schubert pouvait penser le matin où il a découvert qu'il avait la syphilis, ce à quoi le docteur répond qu'il "s'est senti couler", ce qui le satisfait. Un jour, Carl est rejoint par un autre personnage, Osvald Vogler, lunatique qui se dit membre de la "Société des péteurs du monde", organisation française qui agit en faveur du droit de péter librement. Vogler lui raconte l’histoire de Mizzi Veith, viennoise prostituée par son beau-père et paradoxalement vierge, suicidée très jeune ; il est dit d'elle qu'elle « faisait tout sauf une chose particulière ».
Dans un cauchemar, Carl Akerblom est visité par le clown "Rig-mor" (ce qui renvoie à la rigor mortis, la mort, que l'on retrouve également dans Le Septième Sceau) qui s'avère être une femme, et qui lui montre ses seins avant de lui enjoindre de "l'enculer", ce que Carl fait.
Puis Carl reçoit la visite de sa fiancée, Pauline Thibault, à qui il fait part de son projet destiné à révolutionner le cinéma : un "film vivant", avec des hommes derrière l’écran qui doublent les acteurs en direct et jouent de la musique. Carl veut mettre en scène les amours imaginaires et malheureuses de Schubert et de Mizzi Veith, malgré toutes les incohérences que cela suppose (le décalage temporel entre les périodes de vie et de mort des deux personnes, en premier lieu).
À l'hôpital succède la salle des fêtes de Granaes, sous la neige ; la troupe s'y produit, et onze tickets sont vendus. Le projet était jusque-là financé par Mme Vogler, mais cette dernière a cessé d'apporter son soutien économique après avoir perdu 72 000 rixdales dans l'affaire. Mia Falk, l'actrice et maîtresse de Akerblom, quitte la troupe. Restent Pauline, Carl, Vogler et le projectionniste Petrus Landahl, avec qui Carl met les plombs du tableau électrique hors service pour que la lampe à arcs puisse fonctionner. Arrive la belle-mère de Carl, qui apprend et accepte les fiançailles entre Carl et Pauline. Pauline Thibault lui énonce les villes de provinces traversées par la troupe : Stenbjoerka, Storforsen, Videvik, et lui décrit les conditions difficiles de tournage du premier et unique film parlant, intitulé La joie de la fille de joie. Puis la représentation a lieu ; un feu se déclare, éteint par le projectionniste. Finalement les acteurs décident de continuer le film sous forme de pièce de théâtre : ainsi le théâtre prend le relais du cinéma, puis laisse la place à la vie elle-même, lorsque l'une des spectateurs (l'institutrice) se lève et prend la parole pour lire un texte :
« Tu te plains de crier et du silence de Dieu. Tu dis que tu es enfermé, et que tu as peur d'être emprisonné à vie, bien que personne ne t'ait rien dit à ce sujet. Songe alors au fait que tu es ton propre juge et ton propre gardien. Prisonnier, quitte ta prison ! A ta grande surprise, tu verras que personne ne t'en empêchera. Certes la réalité hors de la prison est effrayante mais moins effrayante que l'angoisse, que l'angoisse que tu éprouvais là-bas dans ta chambre close. Fais un premier pas vers la liberté, ce n'est pas difficile. Le second pas sera plus dur mais ne te laisse jamais vaincre par tes gardiens qui ne sont que tes propres peurs et ton propre orgueil. »
La pièce se termine par une réplique de Schubert, qui dit « Je coule », puis se reprend : « Je ne coule pas. Je m’élève. » 
Au matin, Carl se dispute puis se réconcilie avec Pauline, et meurt. Auparavant, il aura entrevu plusieurs fois Rig-Mor : lors de la représentation, et dans la pièce où il dort aux côtés de sa fiancée.

## À propos du film
Diffusé pour la première fois à la télévision suédoise le 1er novembre 1997, le film n'est pas passé entièrement inaperçu, y compris en France. Dans ce pays, En présence d’un clown n'a été diffusé que deux fois à la télévision ; il ne sera pas projeté au cinéma avant 2010. Raymond Bellour le qualifie de "texte introuvable", ce qui était vrai dans la mesure où il n'avais jamais été édité sur support fixe (VHS ou DVD) ; c'est donc un film que peu de gens ont eu l'occasion de voir. (Il en existe désormais une édition sur DVD Zone 2 depuis le 7 juin 2011.) Il s'agissait à l’origine d'une pièce de théâtre, qui a été filmée entièrement en studio pour la télévision ; c'est ce qui explique sa structure en trois actes (l'hôpital, la salle des fêtes, la chambre).[réf. souhaitée]
L’œuvre constitue une réflexion sur les arts et la représentation, notamment à travers la question du salut par et dans le spectacle : la joie et la création finissent par l'emporter malgré tout, dans un univers de déchéance et de malheur. Ainsi les échecs successifs de Carl Akerblom (le manque de spectateurs et de moyens, le départ de l'actrice principale, l'incendie) sont finalement contrebalancés par le plaisir du spectacle ramené à ce qu'il a de plus primitif : simplement une histoire racontée devant une assemblée. Cette réflexion se déploie également dans la façon qu'a Bergman de montrer ce qui est généralement caché, de dévoiler l'homme dans ce qu'il a de plus pudique et de plus viscéral : Carl ne parvient pas à se retenir de déféquer dans son lit, le savant qui vient lui parler est ambassadeur de la "Société des Péteurs du Monde", la mort exhibe ses seins et ses fesses avant de se faire sodomiser etc. Cet aspect du film révèle un traitement très personnel du sujet par Bergman, qui s'incarne dans ses personnages (Peter Stormare, le projectionniste, porte le même béret que lui) quand il n'apparaît pas directement dans le film (il apparaît dans le premier acte, immobile et rasé, en tant que gardien imperturbable de la porte des toilettes).[réf. nécessaire]
La grâce du film apparaît donc par contraste avec des événements très prosaïques, noyée dans le grotesque et le fantasque qui peuvent être lus soit comme l'expression d'un style rendant possible l’élévation de la joie, soit comme étant en décalage avec l'effet voulu : c'est ce qui fera dire à Jacques Aumont que « Carl propose de jouer la fin de la pièce (la maladie et la mort de Schubert), dans une sorte de théâtre appauvri, avec décors et grimages improvisés ; la pièce est une sorte de sotie, enfilant des calembredaines ; là encore, ce sont des pitres qui s’agitent (et se pavanent, macbethiennement), rendant grotesques et dérisoires les sentiments sublimes auxquels se réfèrent le texte ». Ainsi lorsque l'enchaînement des ratages de la représentation s'achève sur le « je coule » obsédant de Schubert (joué par Carl), ne demeure que le tragique de la mise en scène onirique du troisième "acte" (qui baigne dans une lumière blanche crue, et dans lequel Pauline dit à Carl : « Tu sais que tu peux me réveiller quand tu veux ») et la mort rôdant sous la forme du clown ; le film offre une pluralité d'approche du "voyage en hiver" que propose Bergman.

## Fiche technique
- Titre : En présence d'un clown
- Titre original : Larmar och gör sig till
- Réalisation : Ingmar Bergman
- Scénario : Ingmar Bergman
- Production : Pia Ehrnvall, Måns Reuterswärd
- Photographie : Tony Forsberg, Irene Wiklund
- Montage : Sylvia Ingemarsson
- Durée : 119 minutes
- Format : Couleur : mono
- Genre : drame
- Date de sortie : 1er novembre 1997 (Télévision suédoise) ; 17 mai 1998 (Festival de Cannes)
- Diffusion en salles en  France: 3 novembre 2010

## Distribution
- Börje Ahlstedt : Oncle Carl Åkerblom
- Marie Richardson : Pauline Thibault
- Erland Josephson : Osvald Vogler
- Pernilla August : Karin Bergman
- Anita Björk : Anna Åkerblom
- Agneta Ekmanner : Klovnen Rigmor
- Lena Endre : Märta Lundberg
- Gunnel Fred : Emma Vogler
- Gerthi Kulle : Sœur de Stella
- Johan Lindell : Johan Egerman
- Peter Stormare : Petrus Landahl
- Folke Asplund : Fredrik Blom
- Anna Björk : Mia Falk
- Inga Landgré : Alma Berglund
- Alf Nilsson : Stefan Larsson
- Harriet Nordlund : Karin Persson
- Tord Peterson : Algot Frövik
- Birgitta Pettersson : Hanna Apelblad
- Ingmar Bergman : Malade